# Тримолибдат натрия
Тримолибдат натрия — неорганическое соединение,
соль натрия и тримолибденовой кислоты
с формулой Na2Mo3O10,
бесцветные кристаллы,
растворяется в воде,
образует кристаллогидрат.

## Получение
- Сплавление стехиометрических количеств карбоната натрия и триоксида молибдена:

{\displaystyle {\mathsf {Na_{2}CO_{3}+3MoO_{3}\ {\xrightarrow {900^{o}C}}\ Na_{2}Mo_{3}O_{10}+CO_{2}\uparrow }}}

## Физические свойства
Тримолибдат натрия образует бесцветные кристаллы.
Растворяется в воде.
Образует кристаллогидраты состава Na2Mo3O10•n H2O, где n = 3 и 7.
Кристаллогидрат Na2Mo3O10•3H2O — бесцветные кристаллы
моноклинной сингонии,
пространственная группа C2/m,
параметры ячейки a = 1,7179 нм, b = 0,37757 нм, c = 1,08571 нм, β = 115,417°, Z = 2
.
Кристаллогидрат состава Na2Mo3O10•7H2O теряет воду при 120°С.